# Hotel Imperial u Opatiji
Hotel Imperial drugi je po redu hotel otvoren u Opatiji te jedan od prvih hotela na Jadranskoj obali. Predstavlja jednu od opatijskih znamenitosti.

## Povijest
Kako Grand Hotel Kvarner više nije mogao prihvatiti sve brojnije posjetitelje Opatije, Južne su željeznice pristupile podizanju novog hotela, otvorenog već 1885. i nazvanog Kronprinzessin Stephanie po prijestolonasljednici Štefaniji, Rudolfovoj supruzi koja se s mužem i pojavila na otvorenju. Arhitekt Wilhelm je gostima hotela ponudio sav onodobni luksuz, od centralnog grijanja do bazena i, kasnije, kinematografa koji su hodnicima bili povezani sa središnjim dijelom hotela. Zahvaljujući reprezentativnoj formi i položaju, hotel su za svoje boravke među ostalima odabrali i James Joyce, car Franjo Josip I. i Josip Broz Tito, koji je ovdje boravio 1946. godine. 
Hotel je zanimljiv i po činjenici da se iz promjene njegovih imena može rekapitulirati čitava politička povijest Opatije. Talijani su ime hotela mijenjali u Regina Elena, kako se zvala žena Viktora Emanuela III.; od 1945. do 1948. hotel se zvao Moskva, da bi nakon razlaza s Informbiroom promijenio ime u Central. Padom Rankovića i centralizma 1966., hotel dobiva današnje ime Imperial.

## Imperial danas
Hotel se prostire na 5 katova, ima 2 dizala i 121 sobu te je kategoriziran s 4 zvjezdice i heritage prefiksom. U sklopu se još nalaze i prostorija za sastanke i bankete, Zlatna dvorana, kavana i restoran. U neposrednoj blizini objekta nalazi se i perivoj s bujnom i brižno njegovanom vegetacijom.  